# Миасское
Миа́сское — село в Челябинской области, административный центр Красноармейского района и Миасского сельского поселения. Входит в состав агломерации Большой Челябинск. Село расположено в 37 километрах к востоку от областного центра города Челябинска, на реке Миасс, на месте бывшей Миасской крепости. Заложил крепость в 1736 году казак Яков Павлуцкий, в честь него названа одна из улиц села. В селе действует краеведческий музей имени Егорова.

## География
Село расположено в южной части района на реке Миасс, от которой получило название. Оно окружено в основном берёзовыми лесами, у северо-восточной окраины расположена дубрава. В 1,5 км расположено озеро Еткульское.

## История
Село основано 1 августа 1736 года как Миасская крепость с повеления императрицы Анны Иоанновны, на земле, пожалованной ею башкирскому тархану Таймасу Шаимову, для обеспечения безопасности восточной границы России от набегов киргизов и башкир, а также чтобы иметь «лучшее наблюдение за действиями башкир». В награду за это Шаимов получил саблю, а башкиры были освобождены от податного обложения. Место для основания крепости было выбрано у переправы через реку Миасс, расположенной на пути по доставке продовольствия из Теченской слободы в созданные в эти же годы Верхояицкую пристань и Оренбургскую крепость. Общее руководство построением крепости осуществлял Василий Никитич Татищев, начальник Главного Управления уральских заводов, а возводилась она силами воинских команд Сибирского гарнизонного драгунского полка и крестьян под руководством Якова Павлуцкого. 
Миасская крепость находилась в 27 верстах ниже по течению реки от Челябинской крепости и в 33 верстах от села Калмыцкий брод. По состоянию на 1760-е годы в крепости находилось 143 казака, имелась церковь Пророка Илии. Крепость была укреплена деревянными стенами со столбами, рогатками, надолбами, 1 проезжей башней.
С конца XVIII века по 1841 год она выполняла роль второй станицы 1-го казачьего кантона Оренбургского казачьего войска, затем стала центром полкового округа.
Миасская крепость в конце XIX века была преобразована в станицу. С созданием в 1782 году Челябинского уезда административно включена в её состав как центр Миасской волости.
27 февраля 1924 года стала административным центром Миасского района Челябинского округа Уральской области, с 1930 г. Уральской области (с упразднением округов области), с 1934 года Челябинской области (при её создании). В январе 1941 года Миасский район преобразован в Красноармейский.
Герб и флаг Миасского сельского поселения утверждены в 2006 году.
В 2023 году российский певец и автор-исполнитель – Александр Незванов написал песню про село Миасское «Я зову тебя, Родина».

## Население
| 1959 | 1970  | 1979  | 1989  | 2002  | 2010  | 2021    |
| ---- | ----- | ----- | ----- | ----- | ----- | ------- |
| 3514 | ↗5038 | ↗6339 | ↗9541 | ↗9593 | ↗9755 | ↗11 296 |

В Миасской крепости в 1739 году числились 64 семьи, к 1742 году было 85 человек гарнизона крепости и 280 душ зачисленных в казаки, в середине XIX века 1356 жителей при 242 дворах. По данным 1926 года проживало 2378 человек при 703 дворах.
Проживают русские, татары, башкиры.

## Транспорт
Миасское связано с Челябинском автобусным сообщением. Через село проходит региональная автодорога 74К-132 Миасское — Шадринск, вдоль южной окраины села расположена федеральная автодорога Р-254 «Иртыш». Ближайшая железнодорожная станция Чернявская, находится в 12 км юго-восточнее.

## Экономика
- Свинокомплекс,
- комбинат по производству полуфабрикатов,
- колбасный цех
- сельхозпредприятие «Красноармейское»,
- Красноармейское ДРСУ (ремонт и содержание автомобильных дорог, производство стройматериалов).

## Религия
Православные храмы
- Церковь Иверской иконы Божией Матери

Мечети
- Мечеть